# クラークコイン
クラークコインは、札幌商工会議所（さっぽろ大商業祭実行委員会）が発行した期間限定の硬貨型商品券である。

## 概要
クラークコインは2006年に実施された札幌商工会議所創立百周年記念事業「さっぽろ大商業祭」の企画の一部として、札幌市全域をあげて商業の活性化を図る目的で発行された。当初の発行枚数は25万枚であったが、販売実績が好調であったため追加発行され、2006年11月末で総販売枚数が60万枚に達する。
なお、クラークコインは2006年6月21日から12月20日まで6ヶ月間の有効期間が設定されていたため、現在では商品券としての効力は有しない。

## コインの仕様
- サイズ - 直径30mm 厚さ2mm
- デザイン - 両面とも金・銀2色のバイメタルであり、札幌の豊かな四季の移り変わりを表現する。
  - 表面 - 内側は金色で札幌農学校初代教頭ウィリアム・スミス・クラークが配置され、外側は銀色で札幌の花であるスズランが左右に配置されている。
  - 裏面 - 内側は金色で札幌のシンボルである札幌市時計台が配置され、外側は銀色で雪の結晶が左右に配置されている。
- 材質
  - コイン内側 - 真鍮製
  - コイン外側 - ステンレス製
- 仕上げ - キリンス仕上
- 形式
  - 内側
    - 表面（クラーク博士） - 薄肉彫り
    - 裏面（時計台） - 平彫り

  - 外側（両面） - 平彫り

## コインの販売
- 札幌商工会議所本部または札幌市内約80箇所の販売所指定店で販売され、1クラーク（1枚、額面金額は1000円）は950円で販売されていた。取扱加盟店では1クラークにつき1000円分の買物やサービスを利用することができた。
- 贈答・記念品用として時計台型記念ケース入りのクラークコインも1枚1000円で10万枚限定で販売されていた。

## 取扱加盟店
取扱加盟店は札幌市内の専門店、ショッピングセンター、スーパーマーケット、各地域の商店街、コンビニエンスストア、ホテル、観光施設や飲食店など札幌商工会議所加盟店や記念事業に賛同する大規模小売店などを中心に約2000店の店舗で使用することができた。
具体的な加盟店についてはコインを購入したときに渡される「クラークコインガイドブック」や札幌商工会議所（さっぽろ大商業祭）のウェブサイトで調べることができる。

## その他
- 額面金額（1000円）に満たない買い物をしても釣り銭を受け取ることはできない。
- 金券や宝くじ、たばこを購入することはできない。また、コインを換金することもできない。
- クラークコインの発売を記念し、また、コインのPRをするために「開運・クラークコインの泉」という噴水型のオブジェが作られ、期間中一部の取扱加盟店で巡回していた。クラーク博士の "Boys, Be Ambitious!" という言葉にあやかり、トレヴィの泉のように「開運・クラークコインの泉」にコイン（通常の硬貨）を投げると志が叶うとされる（「クラークコインは決して投げないでください」という注意書きがガイドブック内に掲載されている）。